# Nicolae Popa (om de afaceri)
Nicolae Popa (n. 1965) este un om de afaceri român, fost director al grupului Gelsor.
Pentru un timp a fost directorul executiv al SOV Invest și Gelsor.
În 2006 el a fost condamnat în contumacie la 15 ani de închisoare pentru fraudă și delapidare în legatura cu colapsul din 2000 al Fondului Național de Investiții cu un prejudiciu estimat la 1,2 milioane de euro adus unui număr de aproximativ 130.000 de investitori. Condamnarea este definitivă și fără drept de apel.
Popa a mai fost condamnat și la 12 ani de inchisoare în dosarul FNA.
Fiind plecat din țară din 2000, Popa a fost arestat pe 1 decembrie 2009 în Jakarta, Indonezia
și extrădat în România pe 21 aprilie 2011 .
În lipsa unui acord de extrădare între București și Jakarta, a fost necesară aplicarea unei proceduri speciale, pentru care a trebuit să-și dea acordul președintele Indoneziei.